# Кристијан Циге
Кристијан Циге (Западни Берлин, 1. фебруар 1972) је бивши немачки фудбалер и тренер. Играо је на позицији левог бека и одбрамбеног играча за бундеслигашке клубове и репрезентацију Немачке.
Започео је играчку каријеру у минхенском Бајерну, где је освојио две титуле Бундеслиге и један Куп УЕФА. Потом је прешао у италијански клуб Милан, са којим је освојио Скудето. Године 1999. прешао је у Мидлзбро који је играо у енглеској Премијер лиги, где је изабран за играча године клуба у својој јединој сезони. Годину дана касније, придружио се Ливерпулу и био је део тима који је освојио троструки трофеј Купа фудбалске лиге, ФА купа и Купа УЕФА 2000/01. Године 2001. прешао је у Тотенхем Хотспур, да би играчку каријеру завршио у Немачкој у Борусији Менхенгладбах.
Са репрезентацијом Немачке, Циге је освојио Европско првенство 1996. и завршио као вицешампион на Светском првенству 2002. Такође је представљао своју државу на Европском првенству 2000. и 2004, и на Светском првенству 1998. Сматран је специјалистом за извођење слободних удараца.